# ラルース・LH95
ラルース・LH95 (Larrousse LH95) は、フランスのレーシングチーム、ラルースが1995年のF1世界選手権に投入予定だったフォーミュラ1カー。資金不足のため、チームが1995年4月にF1から撤退する前に一度だけ製造され、テストされた。

## 概要
LH95は、1994年のチームの最後のF1参戦中に、チーフデザイナーのロビン・ハードによって考案された。ハードが車を設計したが、チームの資金問題により、1台のみが製造され、レースには出走しなかった。
チームは1995年シーズンのエントリーリストに記載されていたが、競争するためには利用可能なF1シャシーを持つ組織との合併する必要があった。1987年から1991年までラルースのシャシーを製造したローラとレイナードが設計したF1シャシーを保有していたフランスの国際F3000選手権チームのDAMSという2つの選択肢があった。しかし、ローラの選択肢は非現実的で、数年前にチームがシャシーの支払いを滞りラルースとの関係が悪化し、ジェラール・ラルースは1994年から1995年冬にDAMSのオーナーであるジャン＝ポール・ドゥリオと合意に至らず、ドゥリオはその後、DAMSは1995年にはいかなる立場でもF1に参入しないと発表していたという経緯がある。
その結果、ラルースは前年のシャシーLH94を1995年の新レギュレーションに合わせるように改造するよう命じ、一方でフランス政府がチームに財政支援を与えるかどうかを待っていた。いわゆるエヴァン法によってたばことアルコールのスポンサーシップによる収益が禁止されたことに対する補償だった。その間、チームの過半数の株式を、1995年に独自のF1チームを結成しようとして失敗した同胞のローラン・バルレシとジャン・メサウディに売却することを余儀なくされた。この期間中にチームの潜在的なドライバーラインナップは流動的で、エリック・コマス、エマニュエル・コラール、エルトン・ジュリアン、エリック・エラリー、クリストフ・ブシュー、エリック・ベルナールがドライバー候補として挙げられていた。
ブラジルでの開幕戦の2週間前に、ラルースは政府から一切の資金を受け取らないことが発表された。翌週、チームはブラジルとアルゼンチンでのシーズン序盤2戦を欠場することを選択し、LH94のアップグレードよりも新車の製造に集中する方が費用がかかり実現が難しいためだった事が挙げられる。しかし、チームは非常に厳しい状況で、コスワースは報酬なしでエンジン供給を拒否し、ジェラール・ラルースのパートナーだったパトリック・タンベイとミシェル・ゴレイはフランスで彼に対して訴訟を起こし、ペトロナスからの計画された支援はチームがグランプリに参加するどうかにかかっていた。
サンマリノGPの1週間前、ラルースはF1撤退を発表し、約束した資金を出せなかったことを他のチームを非難した。同時に1996年にスポーツに復帰する意向を発表したが、チームの負債と元パートナー、ドライバー、サプライヤーからの訴訟により、不可能になった。1991年のAGSの消滅、 1994年のフラビオ・ブリアトーレとトム・ウォーキンショーによるリジェの買収に続く、チームの閉鎖はフランスのモータースポーツにとってさらなる打撃となった。